# Cosmopterix salahinella
Cosmopterix salahinella ist ein Schmetterling (Nachtfalter) aus der Familie der Prachtfalter (Cosmopterigidae).

## Merkmale
Die Falter erreichen eine Flügelspannweite von 10 bis 12 Millimeter. Die Art ähnelt Cosmopterix lienigiella, unterscheidet sich von diesem aber durch die schmaleren Vorderflügel und die breite Mittellinie in der Basalregion der Vorderflügel. Diese reicht von der Flügelbasis bis zur gelben Binde. Bei einigen Exemplaren aus Tunesien ist die weiße Mittellinie weniger stark ausgeprägt.
Die Genitalarmatur der Männchen ähnelt ebenfalls der oben genannten ähnlichen Art, unterscheidet sich aber durch den kurzen, rundlichen Höcker auf dem rechten Brachium und den weniger stark ausgebildeten Höcker auf der rechten Valvella. 
Die Genitalarmatur der Weibchen unterscheidet sich von der ähnlichen Art durch das weniger stark gebogene, hintere Ende des 7. Sternits und den glatten und spitzen hinteren Teil des Ostiums.

## Verbreitung
Cosmopterix salahinella ist in Tunesien, Ägypten, Libyen, Israel und nach Osten bis Saudi-Arabien und den Iran verbreitet.

## Biologie
Die Raupen entwickeln sich an Schilfrohr (Phragmites australis). Sie  minieren in den Blättern und können vom Sommer bis zum Februar angetroffen werden. Die Minen können nicht von Cosmopterix scribaiella unterschieden werden. Der Raupenkot sammelt sich im unteren, schmalen Teil der Mine und wird teilweise auch ausgeworfen. Die Raupen verpuppen sich innerhalb der Mine, die Falter schlüpfen von Ende Januar bis Ende Mai. In Ägypten bildet die Art zwei Generationen im Jahr und miniert dort in den Blättern des Pfahlrohrs (Arundo donax). Da die Wirtspflanze kommerziell genutzt wird, betrachtet man Cosmopterix salahinella als Schädling. Die Befallsraten schwanken sehr stark und liegen zwischen 4,8 und 45,7 Prozent. Die Raupen und Puppen sind durchschnittlich zu 20 Prozent von Parasitoiden befallen. Zu diesen Parasitoiden zählen vor allem Erzwespen der Gattungen Pediobius und Brachymeria.

## Belege
1. 1 2 3  J. C. Koster, S. Yu. Sinev: Momphidae, Batrachedridae, Stathmopodidae, Agonoxenidae, Cosmopterigidae, Chrysopeleiidae. In: P. Huemer, O. Karsholt, L. Lyneborg (Hrsg.): Microlepidoptera of Europe. 1. Auflage. Band 5. Apollo Books, Stenstrup 2003, ISBN 87-88757-66-8, S. 120 (englisch).
2. ↑  El-Serwy, S. A. (2009): Cosmopterix salahinella Chrétien (Lepidoptera: Cosmopterigidae). A new record leafminer infesting oboe cane in Egypt. Egyptian Journal of Agricultural Research 87(2), Seite 403